# Sangüesa
Sangüesa este o localitate, care avea 5.093 de locuitori în 2006, situată pe Drumul lui Iacob în comunitatea autonomă, Navarra, Spania.
Localitatea este amplasată la confluența râului Aragón cu Irati. Sangüesa se învecinează la nord cu Lumbier, Liédena și Javier, la est cu Sos del Rey Católico, la sud cu Sierra de Peña și Cáseda, iar la vest cu Aibar.